# Bernd Witthüser
Bernd Witthüser (* 29. Februar 1944 in Winterberg, Sauerland; † 4. August 2017, Grosseto, Italien) war ein deutscher Folkmusiker. 

## Leben
1960 spielte Witthüser bei der birdhouse skiffel group in Essen, später machte er sich einen Namen als Protestsänger, wobei er zunächst Texte von Thomas Rother vertonte. 1967 war er an der Einrichtung des Essener Jazzkellers Podium beteiligt, in dem ein breites Spektrum an Musikern auftrat. Mit den im Podium gemachten Erfahrungen war es ihm möglich, die Essener Songtage 68 zu organisieren. Die dort gesehenen Gruppen gaben ihm den Impuls, sich vom politischen Protestlied abzuwenden und gemeinsam mit Walter Westrupp, den er von der Arbeit im Podium kannte, ein neuartiges psychedelisches Folkduo zu gründen.
Das Duo Witthüser & Westrupp trat von 1969 bis 1973 auf, spielte mehrere Schallplatten ein und war häufig im Fernsehen und Radio zu Gast. Die Plattenfirma versuchte zwar, mit dem Duo eine deutsche Ausgabe von T. Rex zu lancieren oder auch auf den Sakropop-Zug aufzuspringen, aber Witthüser und Westrupp waren einerseits zu eigensinnig, andererseits den Anforderungen des kommerziellen Musikbetriebs auch nicht gewachsen. Gleichwohl wurden die Musiker auch von Rolf-Ulrich Kaiser in endlosen psychedelischen Sessions, aus denen Kaiser weitere LPs generierte, verschlissen. 1973 trennte sich das Duo und die Musiker verabschiedeten sich vorerst aus der Öffentlichkeit. Witthüser unternahm eine längere Reise nach Indien und kam dort auf die Idee zur Straßenmusik.
Seine ersten Auftritte mit selbstgebauten Instrumenten in den Straßen von Berlin waren erfolgreich, zumindest reichten die Einnahmen zum Leben. Witthüser entzog sich der bürgerlichen Gesellschaft, wohnte in seinem Auto und trat auf wann und wo er wollte. Um selbst mit den erfolgreichen Jahren mit Witthüser & Westrupp abzuschließen, nahm er den Künstlernamen Bernelli an, den er später auch zu Bärnelli, Barnelli und Takkabanda Barnelli variierte. Durch Zufall wurde er 1977 als One-Man-Band bei einem Auftritt auf einem italienischen Dorffest vom italienischen Fernsehen entdeckt, worauf sich ein überraschender zweiter Medienruhm einstellte. Bald kehrte er jedoch den Medien vollends den Rücken, um sich nur noch der Straßenmusik auf regionaler Ebene zu widmen.
Von 1977 bis 2002 bildete er mit dem Geiger Otto Richter das Straßenmusik-Duo Otto & Barnelli. Hierzu schreibt die Filmemacherin Marie Bardischewski, die für das bayrische Fernsehen einen Film in der Reihe „Lebenslinien“ über das Duo drehte:

„Ihre Musik ist ganz speziell: einerseits naiv, aber zugleich auch voller Ironie. Wenn sie warmgelaufen sind, machen sie Free-Jazz und benehmen sich wie die Narren. Die beiden merkwürdig gekleideten Gestalten, der eine groß und dünn, der andere klein und robust, erinnern ein wenig an Don Quijote und Sancho Pansa.“

Dabei benutzte Bernd Witthüser alias Barnelli verschiedene Instrumente gleichzeitig mit einem Gesamtgewicht von 25 Kilogramm, die ihn zur One-Man-Band machten. Wie man sich das vorstellen muss, beschrieb er selbst folgendermaßen:

„ich habe auf dem rücken eine kleine basstrommel, die mittels einer modifizierten fußmaschine über einen seilzug mit dem rechten fuß bedient wird. auf der trommel ist ein becken, welches mittels einer modifizierten fußmaschine über einen seilzug mit dem rechten arm bedient wird. in der basstrommel befinden sich zwei verstärker für die elektrische gitarre, die ich auf konventionelle weise umhängen habe und spiele. an der basstrommel links befindet sich eine fahrradhupe, die mit dem linken ellenbogen betätigt wird. auf dem kopf habe ich einen golden lackierten plastikhelm an dem zwei maracas befestigt sind, die ich durch kopfschütteln zum klingen bringe.“

Nachdem er in die Toskana gezogen und lange Zeit nur als Straßenmusiker Barnelli in Italien aufgetreten war, studierte Bernd Witthüser ab etwa 2003/04 alte Songs ein, um unter seinem eigenen Namen auch wieder in Deutschland aufzutreten. Inzwischen als Folklegende anerkannt, erhielt er Anfragen vom Herzberg-Festival und anderen erstklassigen Folk-Festivals. Seinen Wohnsitz hatte er weiterhin in dem 150-Seelen-Dorf Murci bei Grosseto in der Toskana, wo er in einem Wohnwagen und einer Jurte lebte. Die Strecken zu den Auftritten legte er oft mit einem Motorrad zurück, wobei er 2013 einen schwereren Unfall erlitt.

## Diskographie
- Lieder von Vampiren, Nonnen und Toten (LP, 1970, eigentlich von Witthüser & Westrupp, obwohl LP-Frontcover nur Witthüser nennt)
- Lord Krishna von Goloka von Sergius Golowin (LP, 1973)
- Otto & Bärnelli: Lage®bericht, eine Produktion der „mobilen fgz-gruppe“ (LP von ZYX Records, 1981)
- Alte Rezepte (LP, 1985)
- Kasablanka (LP, 2010)

als Gast:
- Edelzwicker/Wiederhören. Gemeinsame Einspielung des Titels Zu den Jahreszeiten (Doppel-CD, 2008)
- Manfred Pohlmann: Live – 30 Jahre onnerweschs (Doppel-CD, 2004)